# Dendrocygna bicolor
El sirirí colorado (Dendrocygna bicolor), también conocido como pato silbón colorado o suirirí bicolor, es una especie de ave anseriforme de la familia Anatidae y la subfamilia Anatinae.
Habita en todas las regiones tropicales del mundo: en gran parte de Centro y Sudamérica, las Indias Occidentales, el sur de los Estados Unidos, África subsahariana y el subcontinente indio. Tiene un plumaje principalmente pardo rojizo, piernas largas y un pico largo y gris, y una franja blanca distintiva en toda la cola negra durante el vuelo. Al igual que otros miembros de su antiguo linaje, tiene una llamada ruidosa que en vuelo o en el suelo. El hábitat preferido son los lagos poco profundos, arrozales y otros humedales con vegetación abundante.
El nido, construido con material vegetal y sin forrar, es construido entre la vegetación densa o en el hueco de un árbol. La puesta típica tiene alrededor de diez huevos blanquecinos. La pareja reproductora, cuyos miembros permanecen juntos toda la vida, se turna para incubar los huevos; estos eclosionan en 24-29 días. Los polluelos, con plumaje suave y gris, dejan el nido un día después o luego de la eclosión, pero los progenitores siguen protegiéndolos hasta que abandonan el nido nueve semanas después.
Se alimenta de semillas y otras partes de las plantas en los humedales de día o de noche. A veces se considera una plaga en los cultivos del arroz, y también lo cazan para comida en partes de su área de distribución. A pesar de la caza, el envenenamiento por plaguicidas y la depredación natural por mamíferos, reptiles y otras aves, las grandes poblaciones y la variedad de esta ave hacen que se clasifique como de preocupación menor por la Unión Internacional para la Conservación de la Naturaleza (UICN).

## Descripción

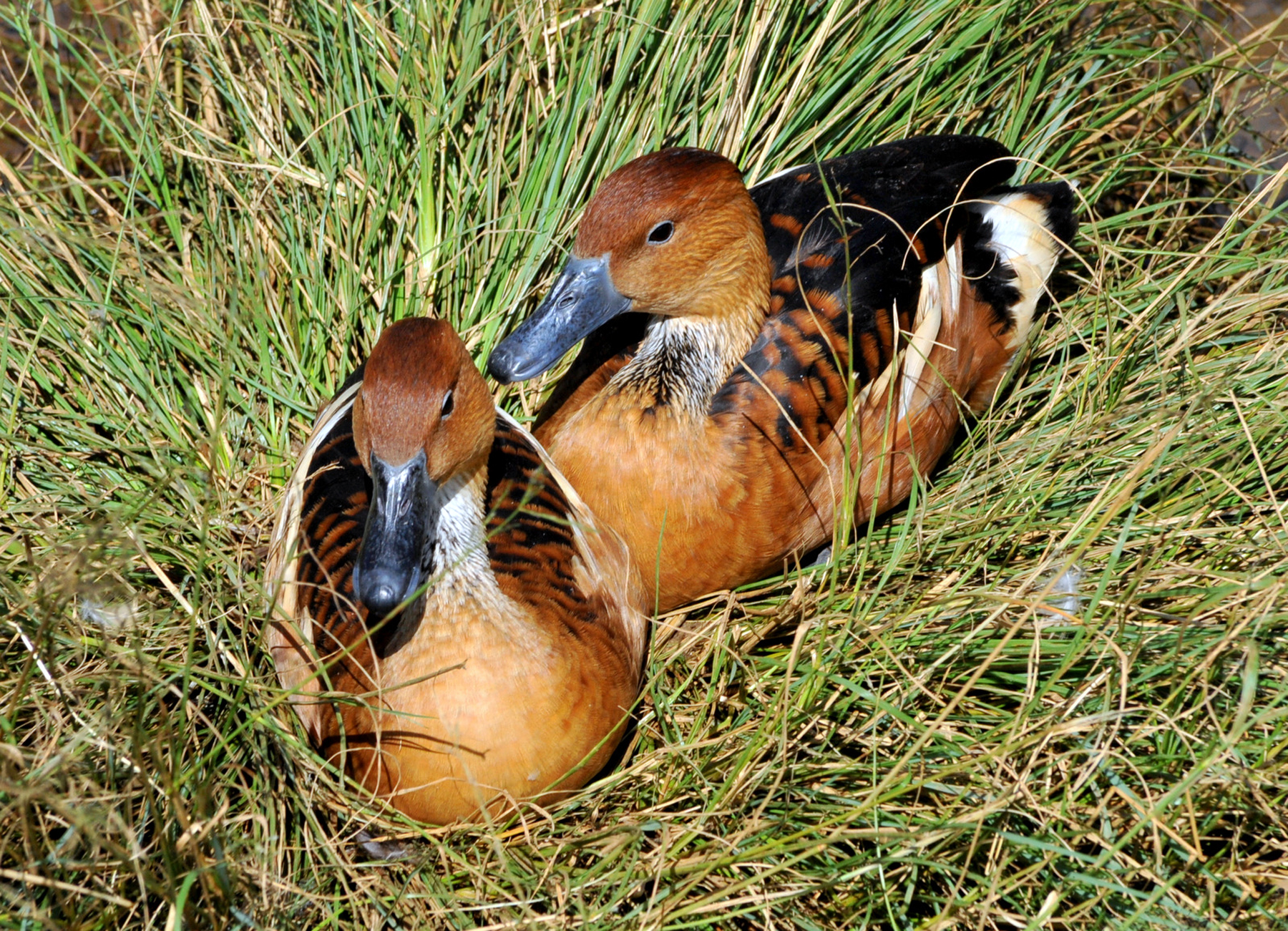
Una pareja fotografiada en Brasil.

En promedio, el ave tiene 45-53 cm (18-21 in) de largo; el macho pesa 748-1050 g (26.4-37.0 oz), mientras que en la hembra es un poco más ligera, con 712-1000 g (25.1-35.3 oz). El plumaje es de un color principalmente dorado-marrón con un tono más oscuro en la espalda y una línea negruzca visible en la parte posterior del cuello. Los flancos tienen rayas blanquecinas, el largo pico es gris, y las piernas son largas y grises. Durante el vuelo, las alas se observan con un tono marrón desde arriba y negro desde abajo, sin manchas blancas, y una media luna blanca en el obispillo contrasta con la cola negra. Los plumajes en ambos sexos son bastante similares, pero la hembra es ligeramente más pequeña y con un plumaje más opaco que el macho. Los jóvenes tienen partes inferiores más pálidas y, por lo general, se observan más opacas, especialmente en los flancos. Tiene una muda completa de las alas después de la cría y luego buscan la cubierta de vegetación densa en los humedales en el tiempo que no pueden volar. Las plumas pueden sufrir una muda durante todo el año, aunque cada una se sustituye solo una vez al año. Estos pájaros emiten un silbido ruidoso y claro, transcrito como kee-wee-ooo, cuando están en tierra o en vuelo. Cuando pelean tienen una llamada repetida y fuerte, transcrita como kee. En vuelo, el aleteo produce un sonido de baja frecuencia. El análisis acústico de las llamadas de machos y hembras en 59 aves cautivas presentó diferencias en estructura y demostró el 100 % de precisión en el sexado al compararse con métodos moleculares.
En Asia, las aves adultas pueden confundirse con el suirirí de Java (Dendrocygna javanica), aunque esta especie es más pequeña, tiene un píleo negruzco y carece de una franja oscura visible por la parte posterior del cuello. Los siriríes colorados jóvenes son muy similares a los suiriríes de Java jóvenes, pero el color del píleo todavía es diferente. Los patos crestudos jóvenes son más voluminosos que los siriríes colorados y tienen un píleo oscuro. En América del Sur y África, los siriríes pampa difieren del sirirí colorado por el píleo oscuro, flancos con colores entramados y pecho castaño.

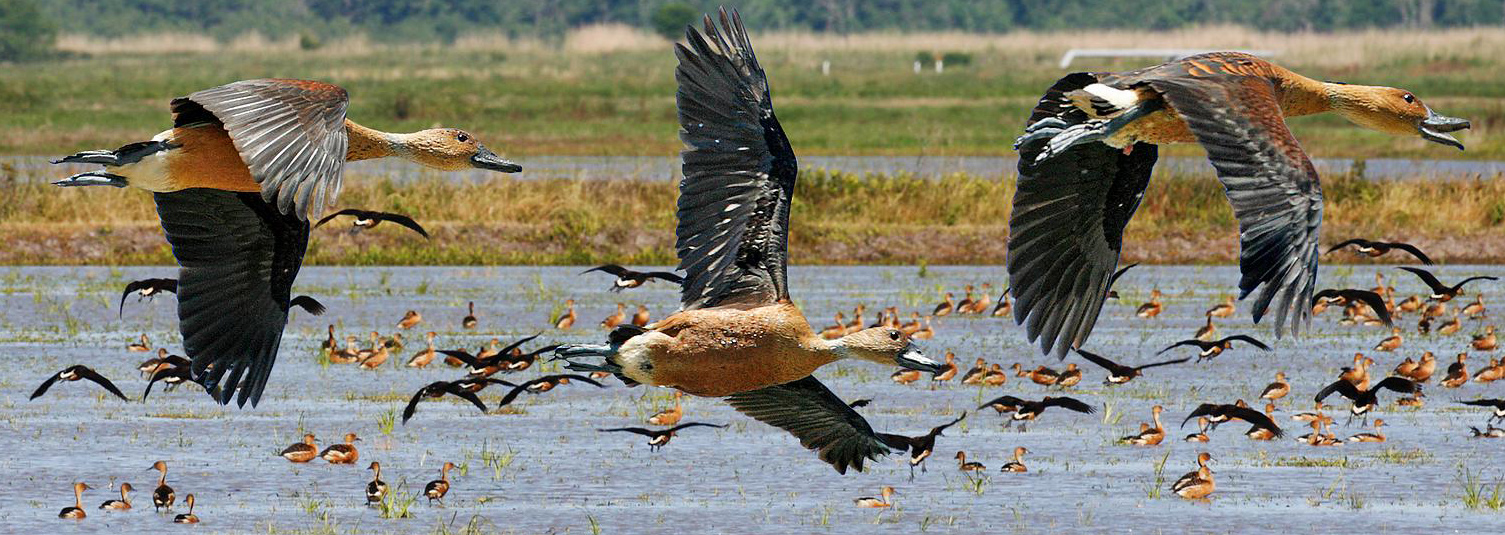
Durante el vuelo muestra el patrón blanco y negro de la cola.

## Taxonomía

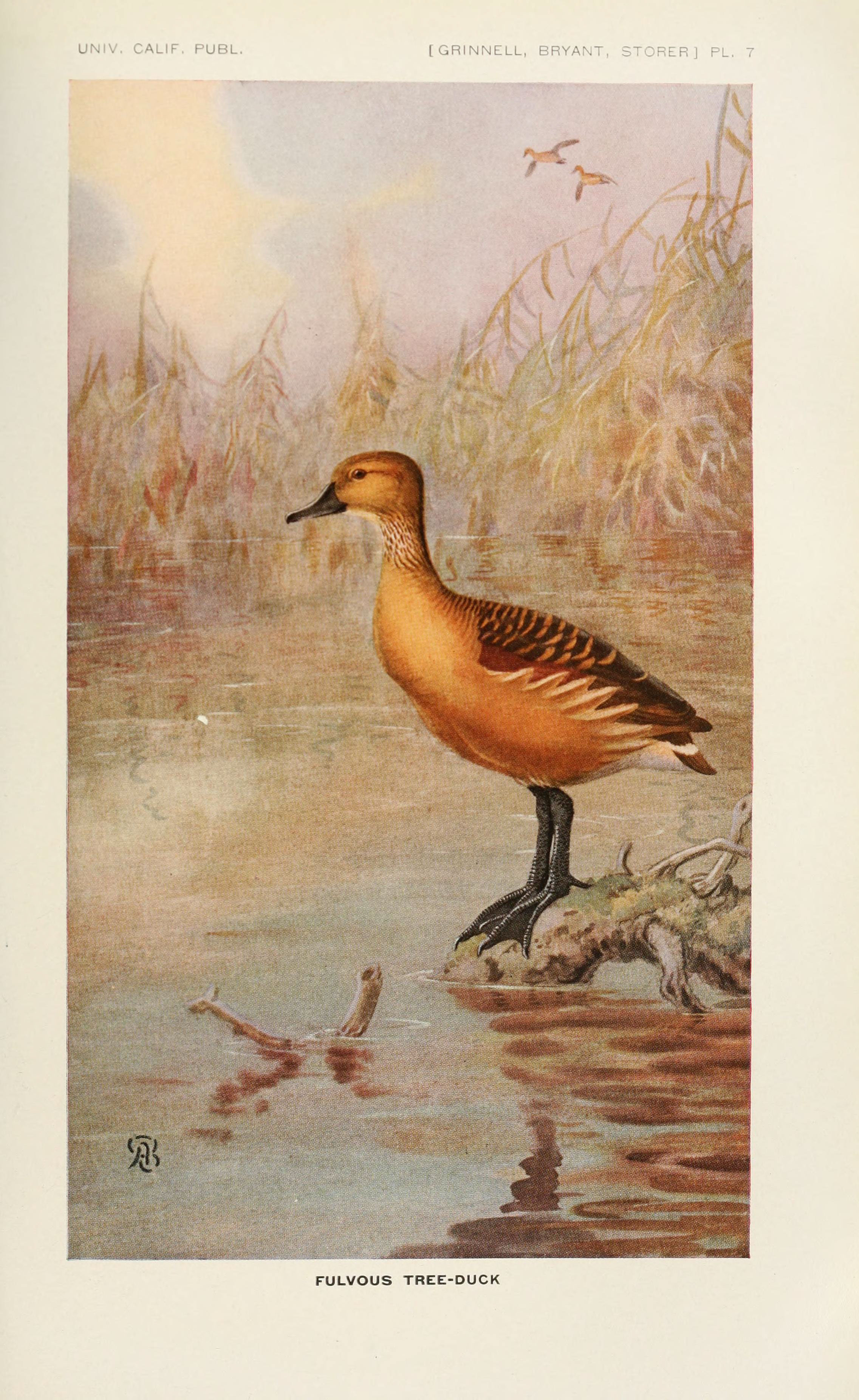
Ilustración de 1918 en The game birds of California.

El género Dendrocygna es un grupo distintivo de ocho especies de aves (conocidos en los países hispanoamericanos como «siriríes» o «patos silbones») en la familia Anatidae, que se caracterizan en su aspecto por un cuello largo y jorobado y llamadas de vuelo parecidas a silbidos. Son una escisión temprana del linaje principal de los patos, y fueron predominantes en el Mioceno tardío antes del incremento de la radiación subsiguiente en las formas más modernas a partir del Plioceno. El sirirí colorado forma una superespecie con el suirirí capirotado. No se reconocen subespecies, aunque en el pasado las aves en el norte de México y sur de los Estados Unidos fueron asignadas a D. b. helva, descrita como un ave más pálido, con partes inferiores más brillantes y un píleo más claro que el de D. b. bicolor.
La especie fue descrita científicamente por Johann Friedrich Gmelin en 1789 y la denominó Anas fulva, pero este nombre era «preocupante», ya se había utilizado, por Friedrich Christian Meuschen, para otra especie en 1787. Esto llevó al ornitólogo francés Louis Pierre Vieillot a proponer un nuevo nombre en 1816 a partir de un espécimen obtenido en Paraguay, al que denominó Anas bicolor. Los siriríes fueron trasladados a su género actual, Dendrocygna, por el ornitólogo británico William Swainson al reconocer sus diferencias con respecto a otros patos. El nombre binomial deriva de la palabra griega δένδρον (dendron), «árbol», y los vocablos latinos cygnus, «cisne», y bicolor, literalmente «de dos colores»; mientras que el nombre común más usado en América Latina, sirirí (o suirirí), tiene origen onomatopéyico.

## Distribución y hábitat

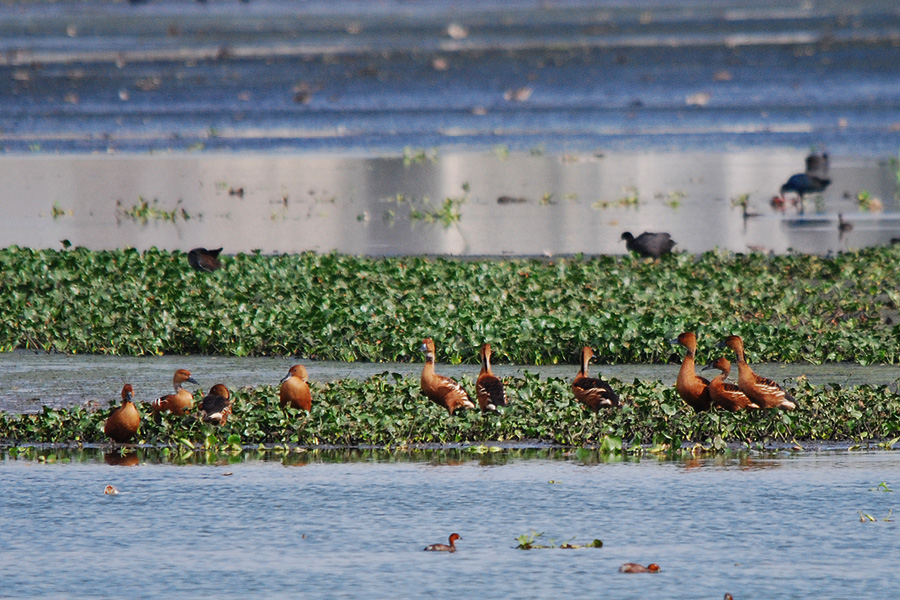
Una bandada en el humedal Pallikaranai (la India).

La distribución geográfica es muy grande y se extiende a través de cuatro continentes. Se reproduce en las tierras bajas de América del Sur, desde el norte de Argentina pasando por Paraguay, Uruguay, Bolivia, Perú, Brasil, Guyana y Ecuador hasta Colombia y luego en los Estados Unidos y el sur de las Antillas. Se encuentra en un largo cinturón que recorre toda África subsahariana y el este del continente hasta Sudáfrica y Madagascar. Su bastión asiático es el subcontinente indio. Se le ha registrado en Chile.
Realiza migraciones estacionales en respuesta a la disponibilidad de agua y alimentos. Las aves africanas migan hacia el sur durante el verano austral para reproducirse y regresan al norte en el invierno, y las poblaciones asiáticas son muy nómadas debido a la variabilidad de las precipitaciones. Esta especie tiene fuertes tendencias colonizadoras, ya que ha ampliado su distribución en México, los Estados Unidos y las Antillas en las últimas décadas. Las aves errantes pueden llegar mucho más allá de los límites normales, a veces se quedan solo para anidar como en Marruecos y Hawái. Se encuentra en pantanos de tierras bajas y manglares a cielo abierto, llanuras, y evita las zonas boscosas. En particular, es atraído por los humedales con abundante vegetación emergente, incluyendo los arrozales. En buena parte de su distribución geográfica, no es una especie de montaña: por ejemplo, la reproducción en Venezuela puede alcanzar hasta 300 m (980 ft), pero la reproducción reportada en Perú estaba a unos 4080 m (13 390 ft).

## Comportamiento

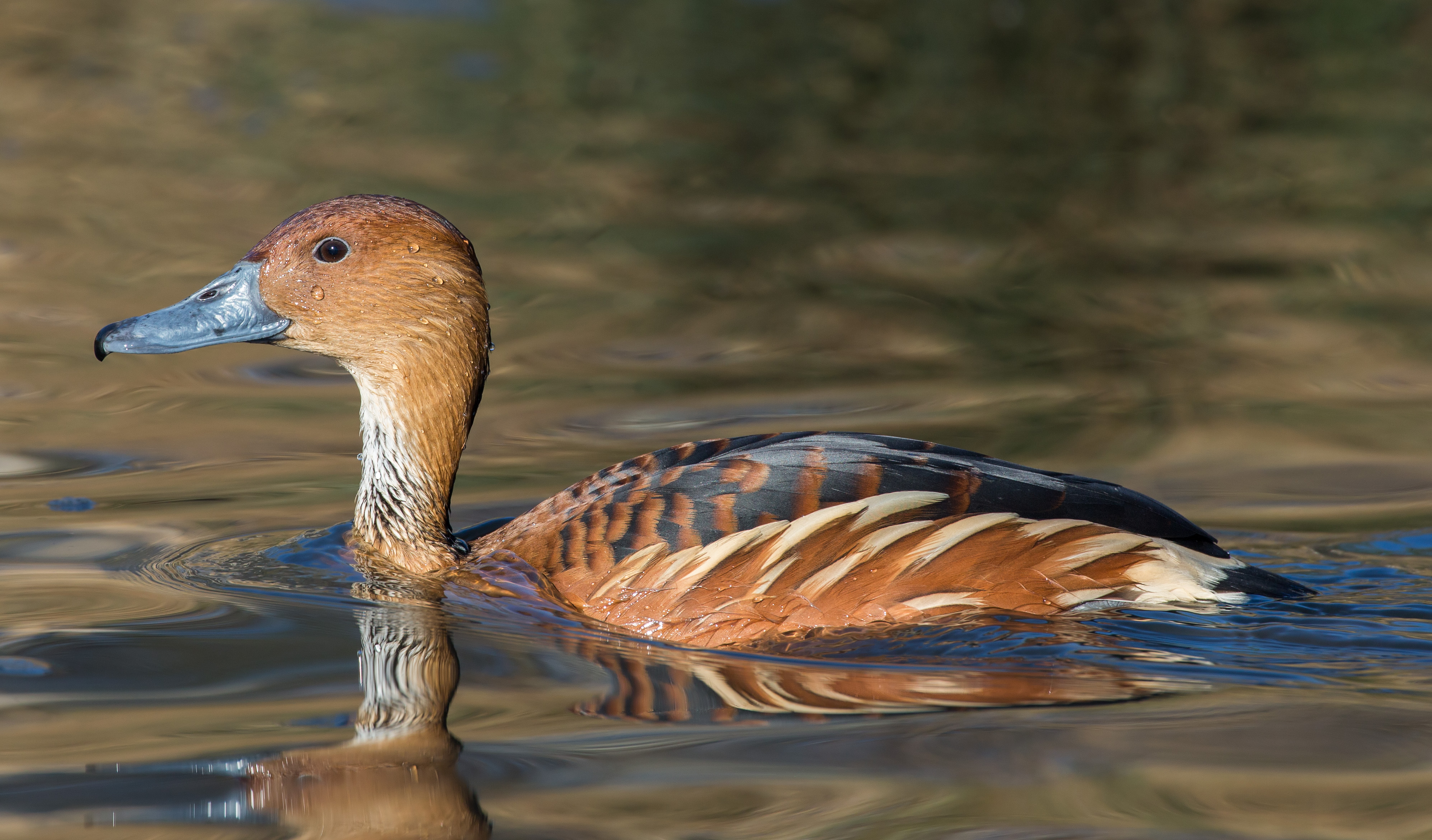
Un adulto en el London Wetland Centre del Wildfowl and Wetlands Trust.

Esta especie se encuentra en pequeños grupos, aunque pueden formar bandadas de considerable tamaño en los sitios favorables. Caminan bien (no hacen la típica marcha de los patos) y normalmente se alimenta patas arriba y la cabeza bajo agua mientras nada, aunque puede sumergirse si es necesario. Casi no se posan en los árboles, a diferencia de otros siriríes. Vuela a baja altura con aleteos lentos, con los pies alineados bajo la cola, y en bandadas dispersas en lugar de formaciones cerradas. Se alimenta de día y noche dentro de grandes bandadas, muchas veces con otras especies de siriríes, pero descansa o duerme en grupos más pequeños a mediodía. Son ruidosos y se presentan agresivos al lanzarse por atrás de cabeza de otras aves. Antes de huir por una alarma, sacuden la cabeza hacia los lados.
Se han reportado varios artrópodos parásitos, incluyendo piojos de aves de las familias Philopteridae y Menoponidae, y ácaros de plumas y piel. Los helmintos incluyen nematodos, cestodos y trematodos. En una encuesta en la Florida, treinta patos estudiados tenían al menos dos especies de helminto, aunque ninguno tenía parásitos en la sangre. Solo uno no tenía ácaros o piojos.

## Reproducción
La temporada de reproducción coincide con la disponibilidad de agua. En América del Sur y Sudáfrica, el principal período de anidación dura entre diciembre a febrero, en Nigeria es de julio a diciembre, y en América del Norte ocurre a mediados de mayo a agosto. En la India, la época de cría es de junio a octubre, pero alcanza la temporada alta entre julio y agosto. Los siriríes colorados son monógamos toda la vida, aunque la exhibición durante el cortejo en un cuerpo de agua se limita una inclinación mutua de la cabeza antes del apareamiento y una corta danza después de la cópula en la que las aves levantan sus cuerpos el uno al lado del otro mientras flotan.

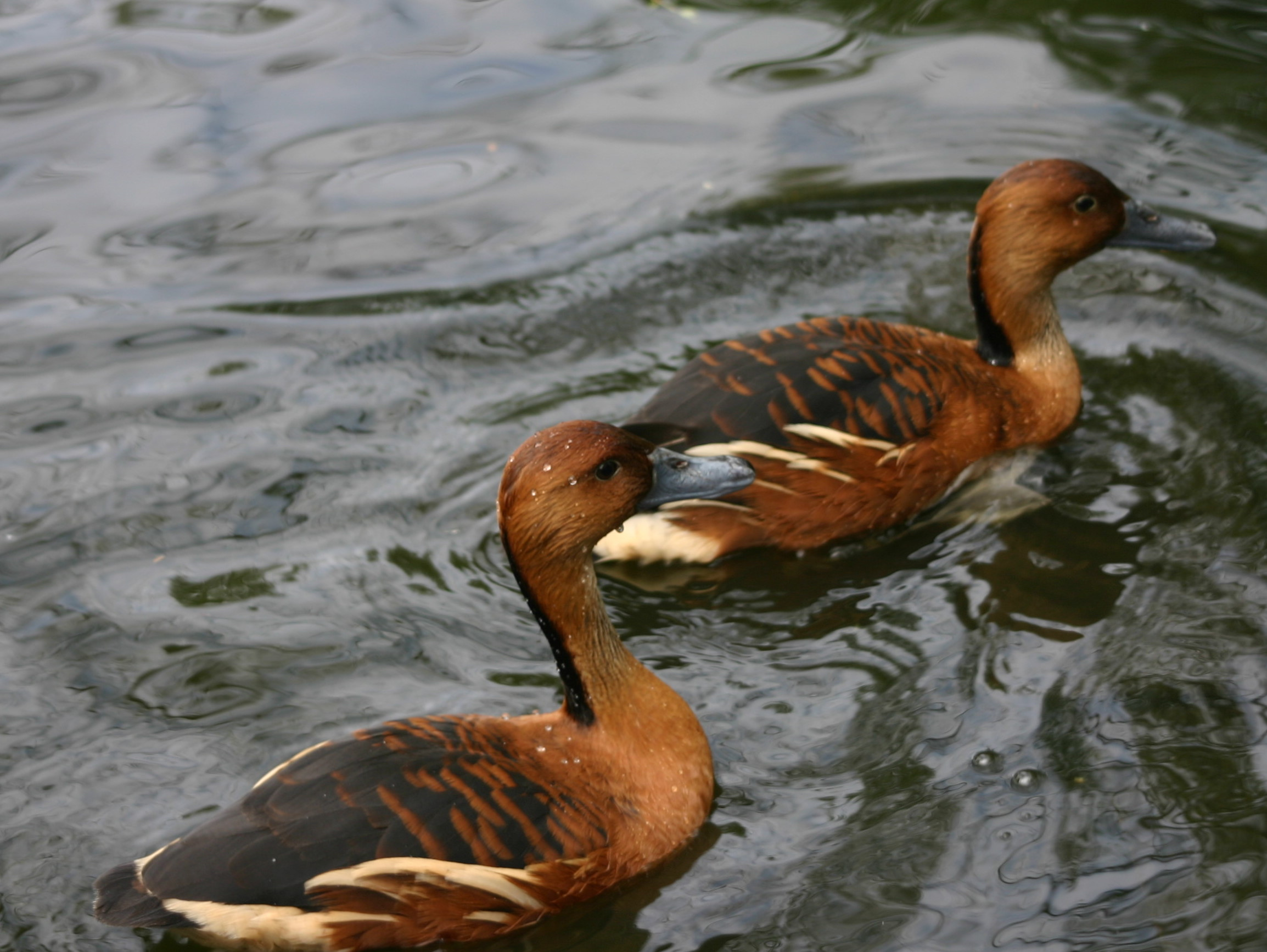
Una pareja nadando en un lago de Inglaterra.

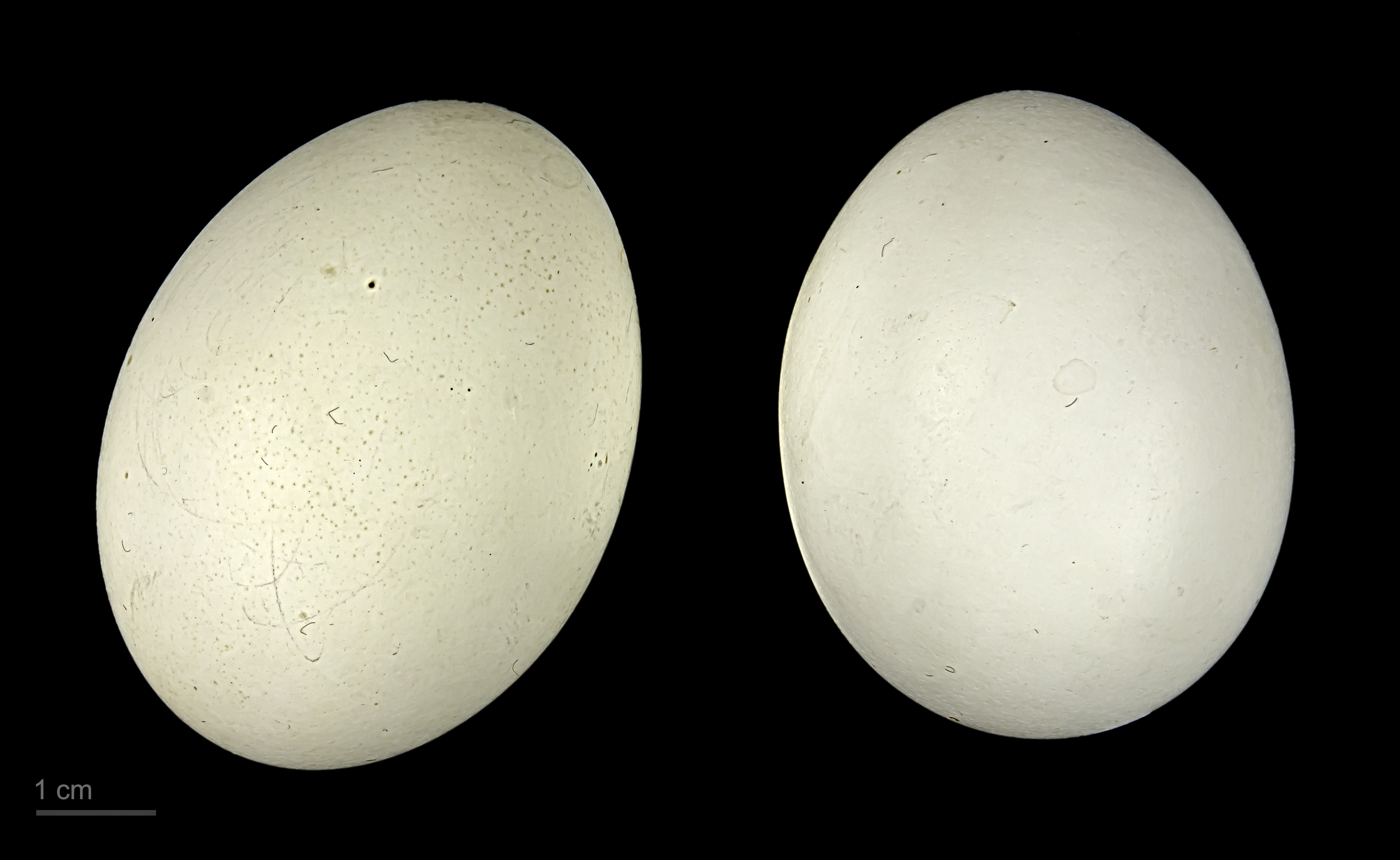
Dendrocygna bicolor - MHNT

Los parajes pueden reproducirse en solitario o en grupos dispersos. En Sudáfrica, los nidos eran construidos a una distancia de 50 m entre cada uno, y la densidad en la época de cría llega hasta 13.7 nidos por kilómetro cuadrado (35.5 por milla cuadrada) en Luisiana. El nido, de 19-26 cm (7.5-10.2 in) de diámetro, está hecho con hojas y tallos de las plantas y tiene o no un pequeño forro suave. Por lo general, lo construye en la vegetación y cerca de agua, pero en algunas veces en los huecos de los árboles. En la India, el uso de cavidades en los árboles, e incluso los nidos abandonados de rapaces o cuervos, es mucho más común que en otros sitios. La hembra deposita los huevos en 24 a 36 intervalos de una hora cada uno, comenzando antes de que el nido esté completo y dando como resultado algunas pérdidas de la puesta. Los huevos son blanquecinos y en promedio miden 53.4 x 40.7 mm (2.1 x 1.6 in) y pesan 50.4 g (1.78 oz). Normalmente, la puesta tiene alrededor de diez huevos, pero pueden encontrarse hasta 20 o más en algunas ocasiones (se sospecha que otras hembras ovan en esos nidos). Los siriríes colorados también pueden ovar en los nidos de otras especies, como la malvasía canela.
La pareja incuba por turnos de una vez por día: el macho hace la mayor parte de este deber. Los huevos eclosionan en unos 24 a 29 días. Los polluelos tienen un plumón suave y gris, dorso claro, una franja blanca en el cuello y pesan 22-38 g (0.78-1.34 oz) al día siguiente de la eclosión. Así como los patitos de otras especies, son precoces y abandonan el nido un día después más o menos, pero los padres los protegen hasta el emplumecimiento alrededor de nueve semanas más tarde. Los huevos y polluelos pueden ser depredados por mamíferos, aves y reptiles, aunque uno de los padres puede tratar de distraer a un depredador potencial exhibiendo un ala rota mientras que el otro adulto lleva lejos a los patitos. Las aves son sexualmente maduros un año después, y la edad máxima conocida es de 6.5 años. En Sudáfrica, se tiene constancia de unas cuantas hibridaciones naturales con el sirirí pampa, aunque en la mayor parte de Sudáfrica las dos especies se reproducen en diferentes temporadas: bicolor durante la estación seca (de abril a septiembre) y viduata durante la estación lluviosa (de octubre a marzo). La hibridación en cautiverio es más frecuente, pero limitada a otras especies del género Dendrocygna.

## Alimentación

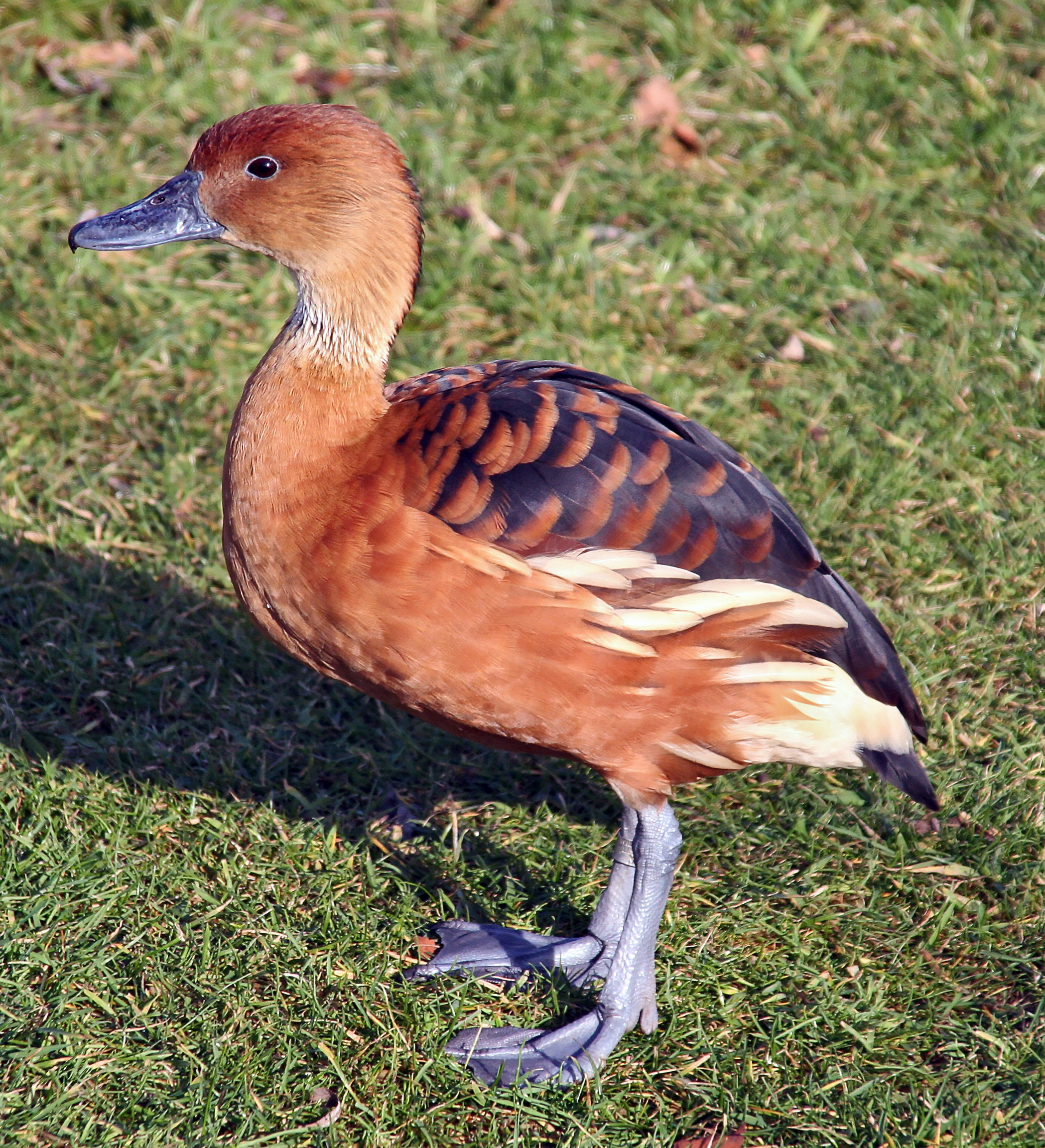
Las patas largas permiten al sirirí colorado permanecer erecto y evita la típica caminata de los patos.

Se alimenta en humedales de día o de noche en bandadas mixtas con otras aves, tales como siriríes pampa o vientre negro (o de ala blanca). Generalmente, su comida es materia vegetal, incluidas las semillas, bulbos, hierbas y tallos, pero las hembras puede incluir gusanos acuáticos, moluscos e insectos mientras se preparan para la puesta de huevos (dichos animales pueden comprender hasta el 4 % de su dieta). Los polluelos también pueden comer algunos insectos. En el forrajeo busca entre los restos vegetales mientras camina o nada, con el cuerpo patas arriba, o en ocasiones sumergiéndose a una profundidad de hasta 1 m (3 ft). Las especies vegetales incluyen miembros de los géneros Nymphoides, Ambrosia, Rhynchospora, Polygonum y las especies Echinochloa stagnina, Echinochloa colona, Nymphaea capensis, Solanum glaucophyllum y Cyperus iria. Normalmente, el arroz es una parte pequeña de la dieta, y una encuesta en arrozales cubanos encontró que las plantas que consumió fueron principalmente las malezas que crecen con el cultivo. Sin embargo, en un estudio en Luisiana el 25 % de la dieta de las hembras incubando consistía de cereales.

## Estado de conservación
La Unión Internacional para la Conservación de la Naturaleza (UICN) estima una población de 1.3-1.5 millones de individuos. Este dato podría estar subestimado, ya que las evaluaciones regionales sugieren un millón de aves en las Américas, 1.1 millones en África y, por lo menos, 20 000 en Asia meridional. Aunque la población parece estar disminuyendo, el descenso no es lo suficientemente rápido como para activar los protocolos de vulnerabilidad. El tamaño de la población y la distribución geográfica en la temporada de reproducción han permitido que a especie sea clasificada por la UICN como de preocupación menor. Es una de las especies protegidas con el Acuerdo para la Conservación de Aves Acuáticas Migratorias Africanas-Eurasiáticas (AEWA, por sus siglas en inglés).
El ave amplió su distribución geográfica en las Indias Occidentales, y en el sur de los Estados Unidos. Una serie de invasiones de aves sudamericanas al oeste de los Estados Unidos comenzó alrededor de 1948, impulsadas por el cultivo de arroz, y se reportó la nidificación en Cuba (1964) y la Florida (1965). Algunas aves de la Florida pasan el invierno en Cuba. En África, pasó la temporada de reproducción en la península del Cabo entre 1940-1960. Una encuesta de dieciocho especies que habían colonizado dicha zona en las últimas décadas encontró que la mayoría eran especies de humedales que habían utilizado las tierras agrícolas de regadío como «escalones» para cruzar las regiones áridas que separan la península de la zona principal de la reproducción. Sin embargo, el estado de las dos especies destacadas de siriríes en la investigación es dudosa ya que son populares especies ornamentales, por lo que su origen no está del todo claro. Fuera de América del Norte, está sometida a la cacería por la carne o debido a su sazón para el arroz, y la persecución hizo que ahora sea raro en Madagascar. Los pesticidas usados en los campos de arroz también pueden tener un impacto negativo, causando daños en el hígado y los músculos del pecho incluso a niveles casi letales.

## Nombres vernáculos
En los países americanos tiene muy variados nombres, entre los de habla castellana:
- Argentina: sirirí colorado,[2] o pato silbón colorado (regiones periandina y noreste).
- Bolivia: bichichi común.[40]
- Chile: pato silbón colorado[3] o simplemente pato silbón.[40]
- Colombia: iguasa (o iguaza) María.
- Costa Rica y México: pijije (o pijiji) canelo.
- Cuba y República Dominicana: yaguasín.
- Ecuador: pato silbador (María) canelo.
- España: suirirí bicolor.[n. 3]
- Honduras: piche amarillo.
- Nicaragua: piche canelo.
- Panamá: pato silbador canelo
- Paraguay: pato silbón colorado.
- Perú: pato silbón canelo o pato silbón rojizo.[40]
- Puerto Rico: chiriría bicolor.
- Uruguay: pato canela o pato silbón rojizo.[40]
- Venezuela: tejé o yaguaso colorado.

En Brasil le conocen como xenxém o marreca peba, aunque en Portugal (país que no cuenta con esta especie en su avifauna) le llamen marreca-caneleira.